# Santa Maria de Collsuspina
Santa Maria de Collsuspina o la Mare de Déu dels Socors és l'església parroquial del municipi de Collsuspina (Moianès). És una església moderna, atès que la parròquia primitiva fou Sant Cugat de Gavadons, sufragània de Sant Andreu de Tona. És una obra inclosa en l'Inventari del Patrimoni Arquitectònic de Catalunya.

## Descripció
És una església de dimensions notables i d'una sola nau. L'edifici principal destaca per una austeritat pròpia del neoclassicisme. A la part dreta hi ha adossat el campanar de grans proporcions i dins de l'estil de l'edifici. La història de l'església parroquial devia anar lligada a l'existència d'una pagesia i d'un nucli de població molt feble. L'any 1600 es construí susdita església.